# 金属器

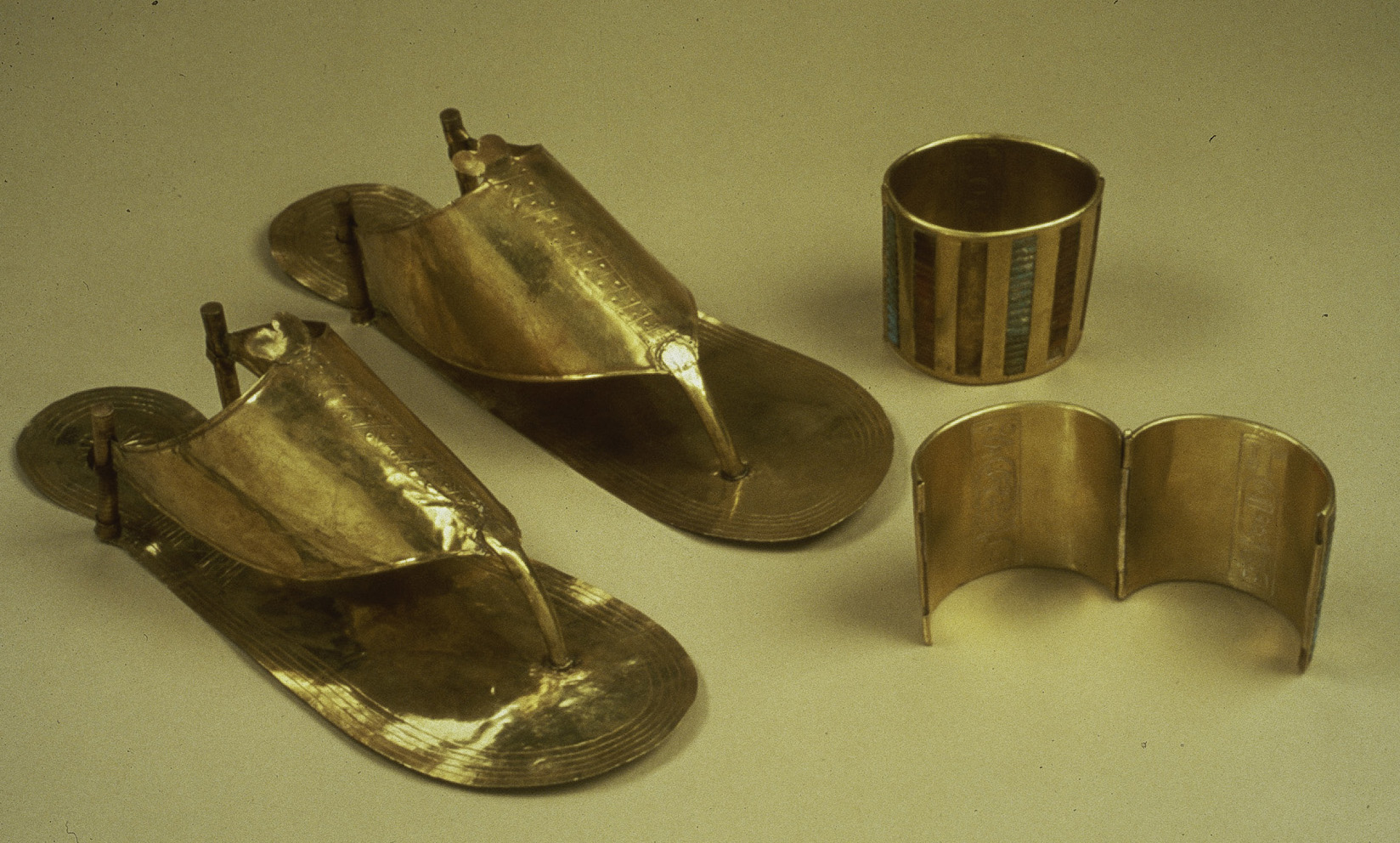
古代エジプトの黄金の腕輪とサンダル(紀元前1479年 - 1425年頃)

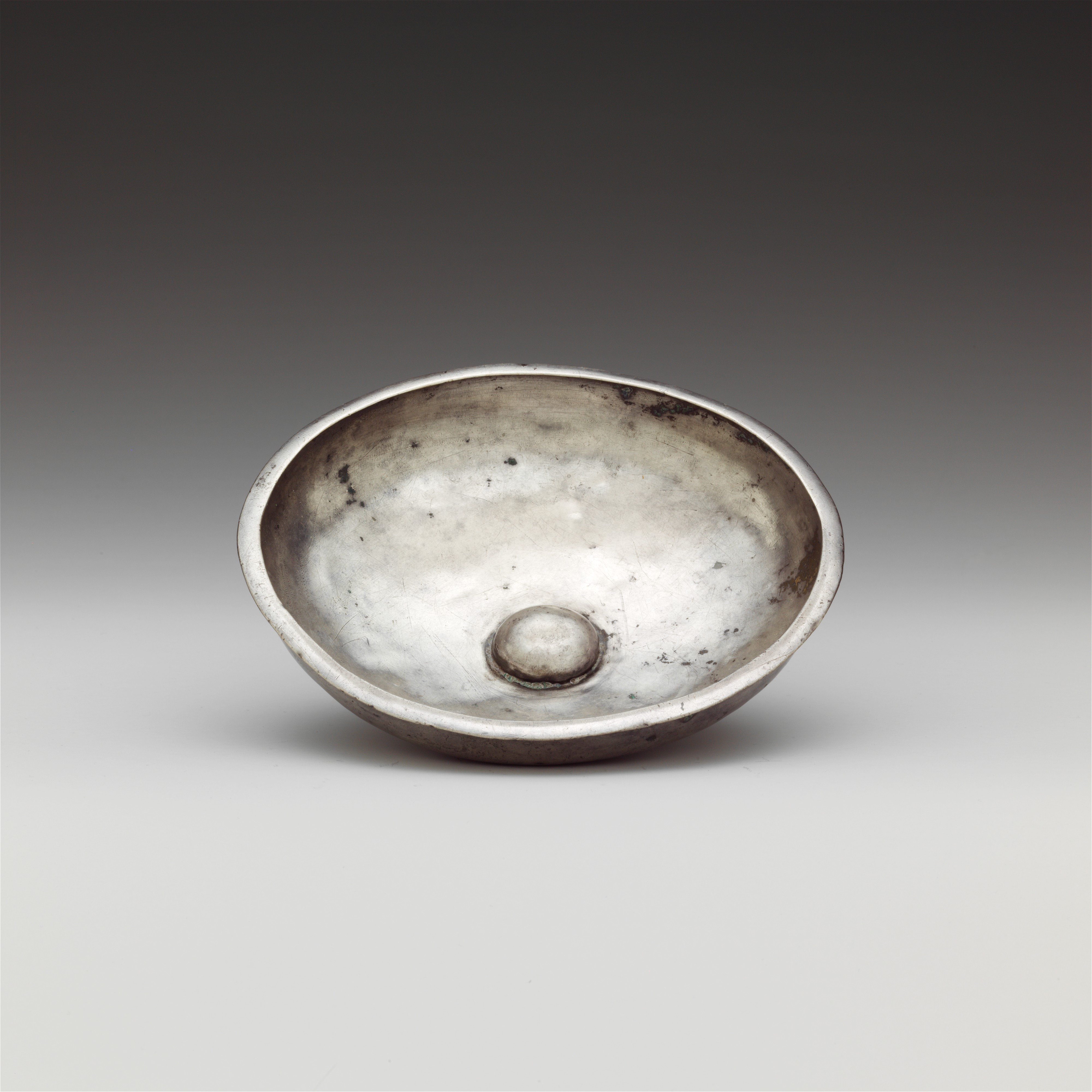
アナトリアの銀のパテラ（英語版）。紀元前2300-2000年頃）

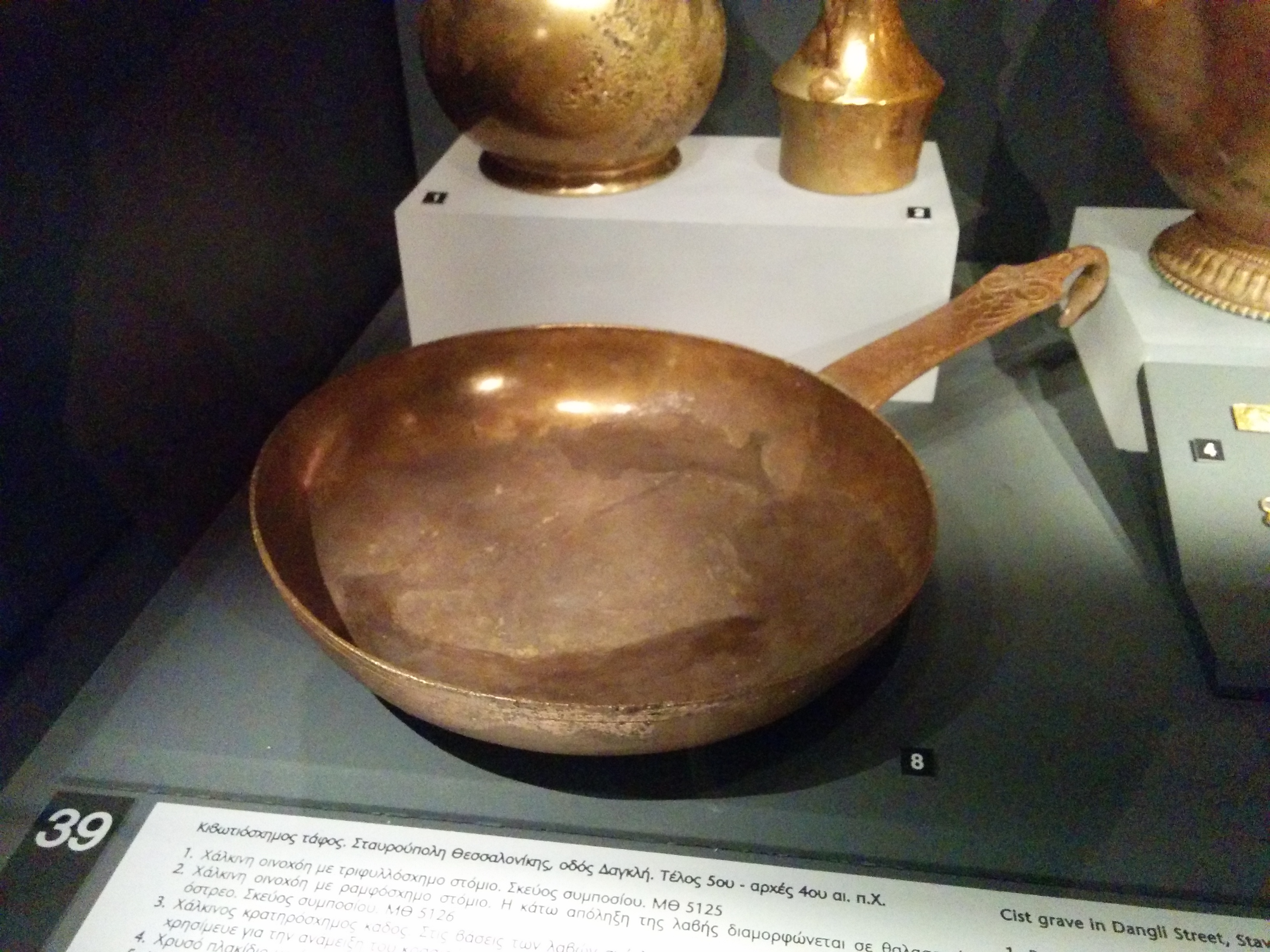
銅のプライパン（テッサロニキ、紀元前5世紀 - 紀元前4世紀）

金属器（きんぞくき）とは、材料によって道具を分類したときの名称のひとつで、金属によってつくられた道具をさす。
石器、土器、また木器と比較される。

## 金属器の種類
金属器は、その材料の違いによって、金器、銀器、銅器、青銅器、鉄器、錫器（すずき、エタン）などと分類される。
製作工程により、鋳造品と鍛造品に分類する方法もある。

## 金属器の歴史

### 金器、銀器、銅器
金属の利用は石器時代にさかのぼり、自然金や自然銅、自然銀ならびに隕鉄は新石器時代から使用されていた。とくに自然銅に関しては、イランのアリ・コシュ遺跡で新石器時代初頭から使用されていたことが確かめられており、紀元前5000年ころのエジプトでは自然銅だけでなく自然金の使用が始まっている。
これらはいずれも、天然状態のものを採取して、鍛打したり、切削したりして使用したものである。
エジプトでは、金は「神々の肉」と称され、ツタンカーメンの「黄金のマスク」はじめ数多くの金製品がつくられ、そこでは冶金工場は神殿か国家に所属していた。材料となる金は、周辺砂漠地帯の金鉱で間に合わなくなると、ナイル川を第二瀑布までさかのぼったヌビア（いまのスーダン）の金山での採掘をおこなっている。また、エジプトでは銅や宝石はシナイ半島から運ばれている。ただし、金や銅はそのままではやわらかくて利器（刃物や武器）としては利用できなかった。
銀は紀元前4000年頃に発見されアナトリア半島カッパドキアで粒状の銀が造られたと言われており、銀の利用が始まり銀器が製造されるようになった。

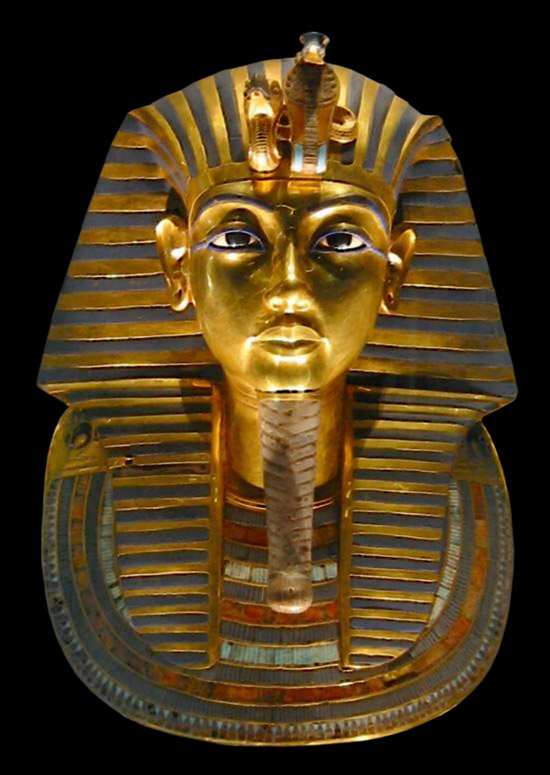
ツタンカーメンの「黄金のマスク」（エジプト、紀元前14世紀）

なお、赤鉄鉱を原料とする赤色顔料の利用も古いが、これは金属器としての利用ではない。

### 青銅器

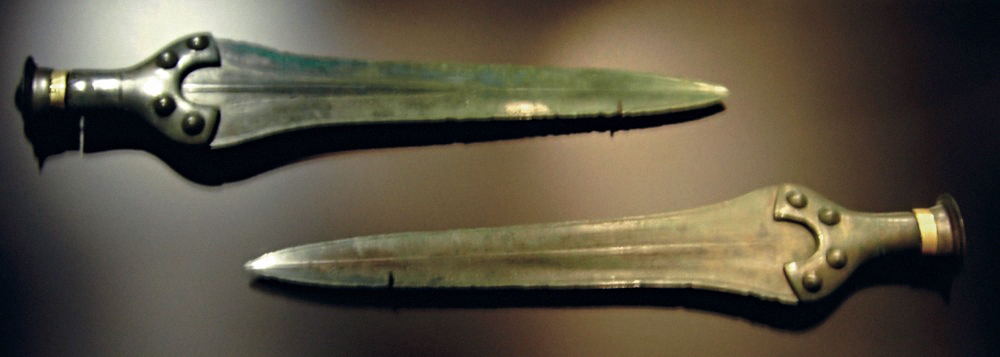
青銅製の刃（紀元前4000年紀)

銅は錫との合金、青銅にすることによってはじめて硬質になり、鋭利な農具、工具、武器となりえた。青銅器は、錫の含有率14％前後のものが、最もつよく伸びが小さく、利器としての使用にたえるとされる。
青銅器の使用は、メソポタミア、エジプト、インド、アナトリアなどでは紀元前3500年ころから紀元前3000年ころにかけて、エーゲ海から地中海やドナウ川を経てヨーロッパでは紀元前2000年を前後するころから、中国では紀元前1700年ころから始まっており、いずれも、武器、祭器、装身具として利用された。ヨーロッパの青銅器文化の大中心地はスペインやウネティチエ（チェコ）などの中央ヨーロッパであった。それに対し、日本における青銅器の使用は遅く、弥生時代初期からであり、銅剣、銅矛、銅戈、銅鐸、銅釧（どうくしろ）などとしてであり、これは鉄器使用の開始時期とほぼ同時期にあたる。したがって、日本においては、利器としての金属器は当初から鉄製のものが使用され、青銅器は当初からもっぱら祭器としての性格が強い。

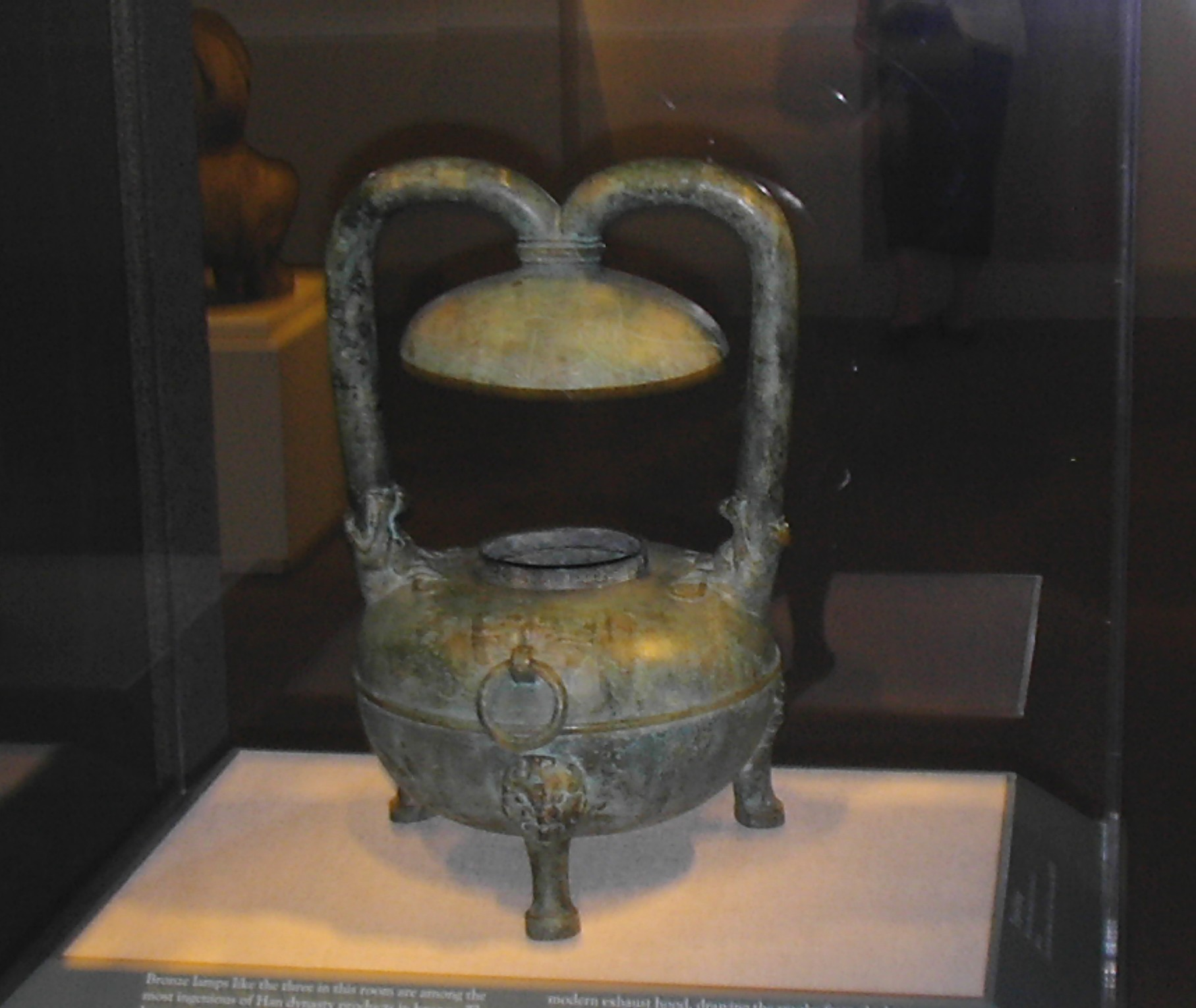
前漢代の青銅製灯明具（中国）
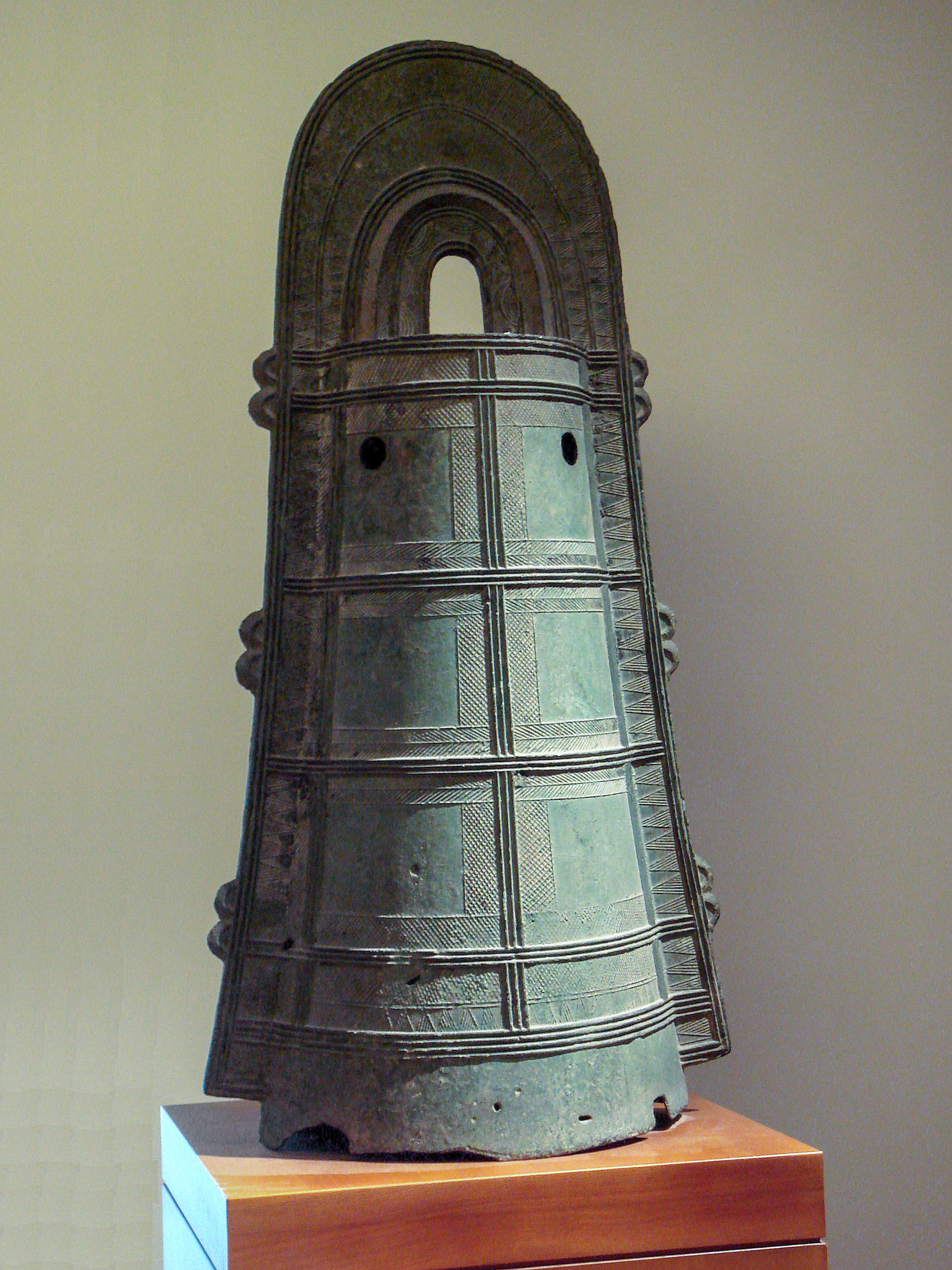
弥生時代後期の銅鐸（日本、3世紀）

### 鉄器
鉄器は硬いので、利器、武器、武具として利用された。ただし錆びやすく、容易に朽ち果てる。
金や銀はフレーク状や粒状の状態でも発見され柔らかいので、それを叩いてまとめて塊にしてから道具に加工してゆくこともできたが、鉄を得るには鉄鉱石や砂鉄を溶かす炉や不純物を除去するための精練炉などとそれらの施設を使いこなす技術が必要であった。
日本では古墳時代まで鉄を作る技術がなかったため、その頃までの剣は中国大陸や朝鮮半島からの輸入品と考えられる。日本の剣は古墳時代までは、直刀（反りが無くまっすぐな剣）が主流で、これは上古刀と呼ばれる。上古刀が、そりがある日本刀の前身となった。平安時代前期ころ、西暦で言えば10世紀ころに、折り返し鍛錬で鍛造された、片刃で反りがある刀である日本刀が誕生し、平安中期ころから普及したと考えられている。古墳時代まで日本は周辺国と比べて鉄の技術でかなり立ち遅れていたが、こうして平安期以降、日本の製鉄技術や鍛造技術は世界一流になっていった。

### 鉛など
なお、断片的な資料ながら、佐賀県唐津市の久里大牟田遺跡からは弥生時代の矛として鉛製のものが出土しており、日本産の鉛を使用していたとみられる。また山口県や福岡県の弥生時代遺跡からは中国からもたらされたとみられる鍍金技術をともなう遺物が出土している。日本で本格的に水銀を利用して鍍金（金めっき）・鍍銀（銀めっき）がなされるのは、古墳時代以降のことである。

### ヨーロッパ中世の鋼鉄製甲冑、銀器、錫器
ヨーロッパ中世の騎士はプレートアーマーと呼ばれる鉄や鋼鉄製の甲冑で身を包み、ロングソードを持ち馬上から兵士を切りつけ、騎士同士は長い槍で突き闘った。やがて馬を防御するため馬にも金属製甲冑を着せるに至った。中世の貴族は、銀製の器やカトラリーを使うことを好んだ。そうでない人々は、金属器としては、錫（エタン）の食器を使った。17世紀に入ると、フランスのノルマンディー地方が錫の産地として栄え、錫製食器の生産も盛んになった。

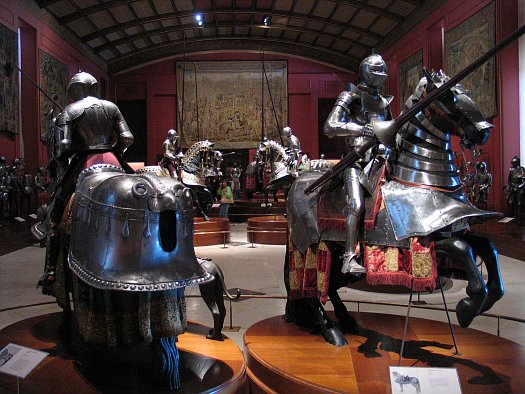
プレートアーマー
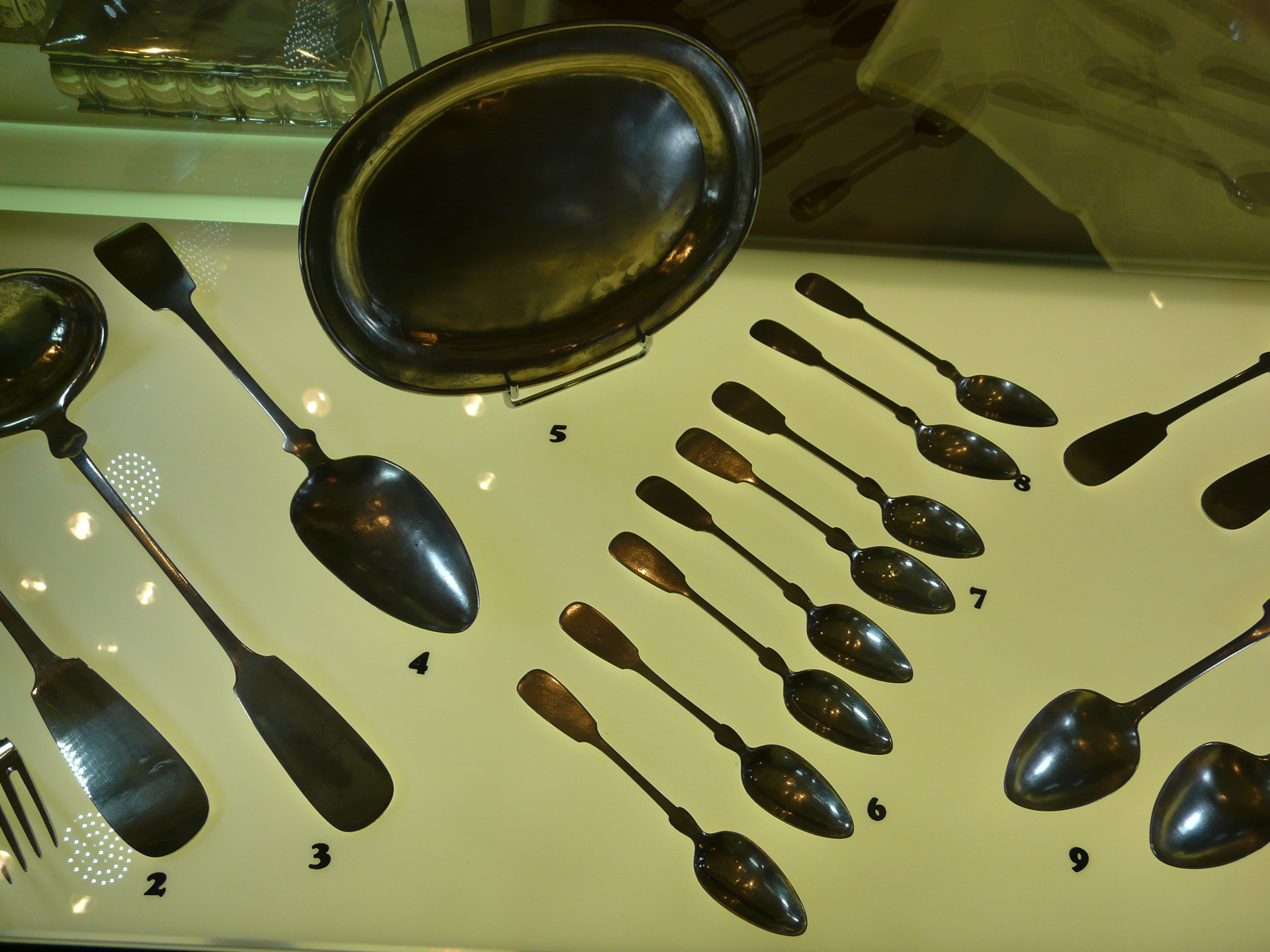
銀の食器
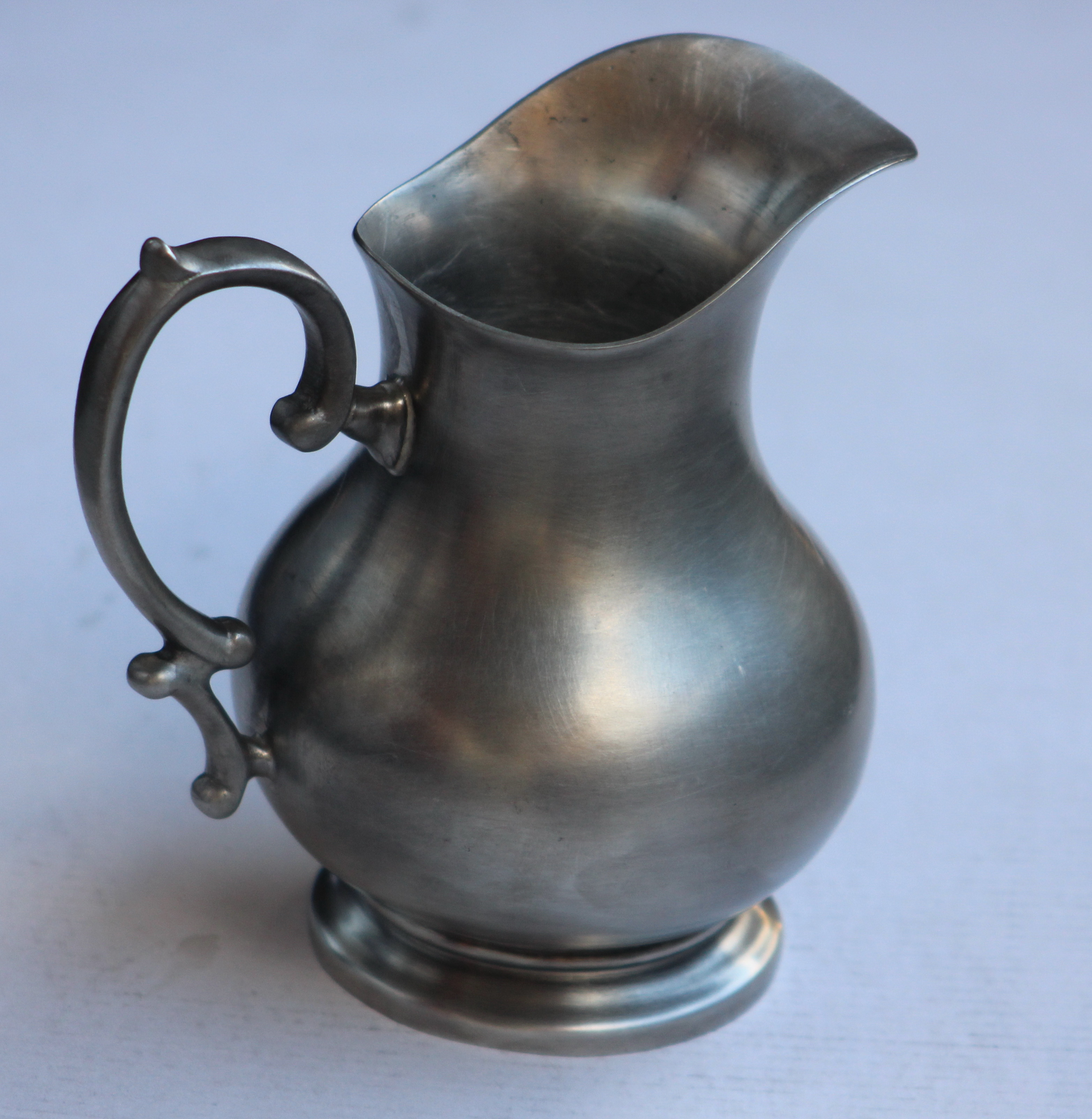
錫（エタン）の水差し
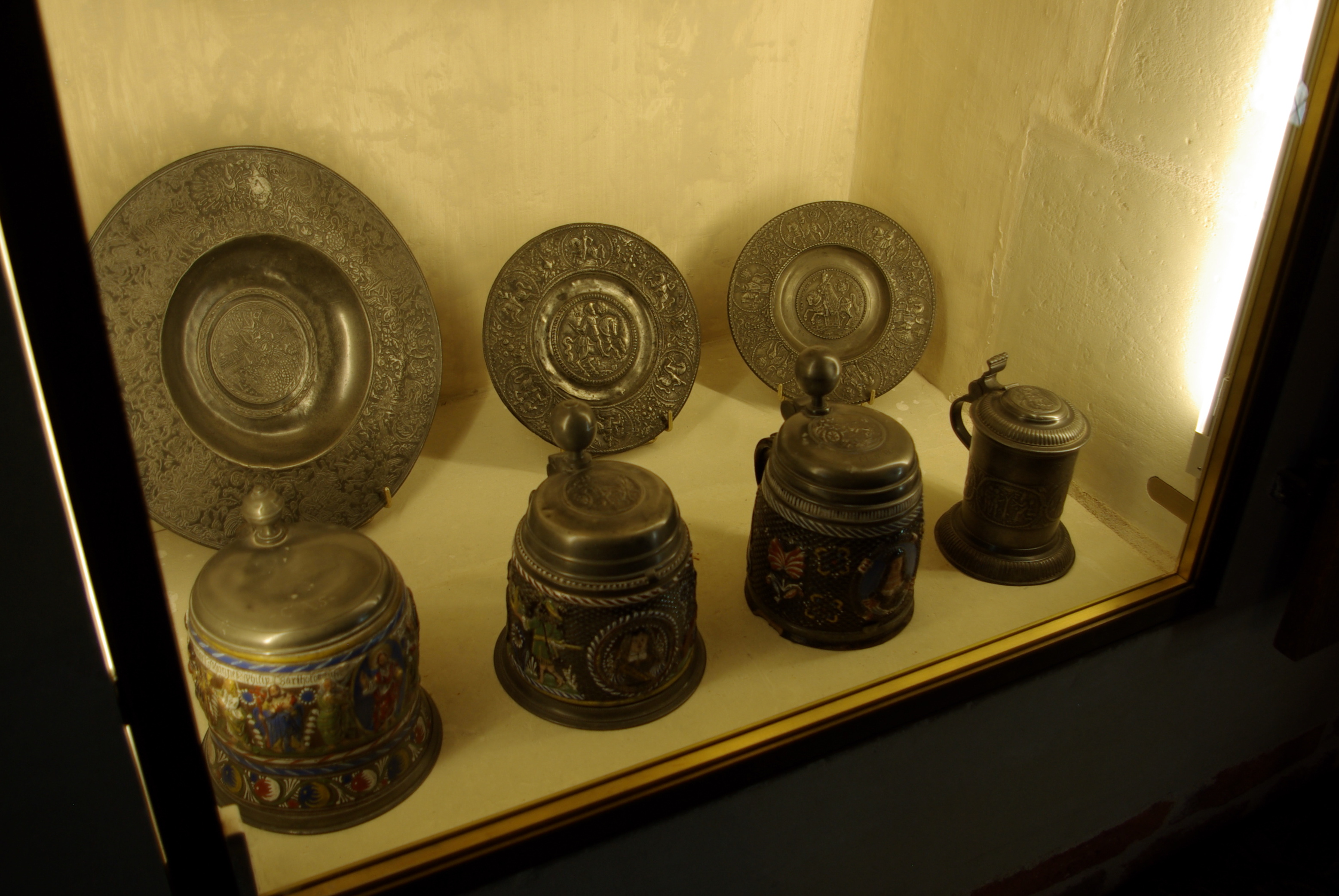
錫製の皿や壺

### 現代
現代では、農業で鉄製の農具、園芸で鉄製の園芸道具を使う。
家庭のキッチンにはステンレス製のカトラリーや調理道具が並ぶ。
アンティーク好きの人々は、銀製のアンティークものの銀製カトラリーや、フランス製の錫製プレート、うつわ、水差しなどを購入し、道具として使用する。
レストランの厨房には、ステンレス製の調理台、ステンレス製の四角い容器（バット vat）、ステンレス製の鍋などステンレス製の道具が大量に並ぶほか、銅製の鍋が使われることもある。
フランスの高級レストランのテーブルセッティングでは銀食器のカトラリーが並ぶ。
現代日本の金を扱う貴金属店では、龍などの置物のほか、盃、急須、湯呑み、箸、スプーン、フォーク 等々の金器を製造し、主に富裕層に販売している。

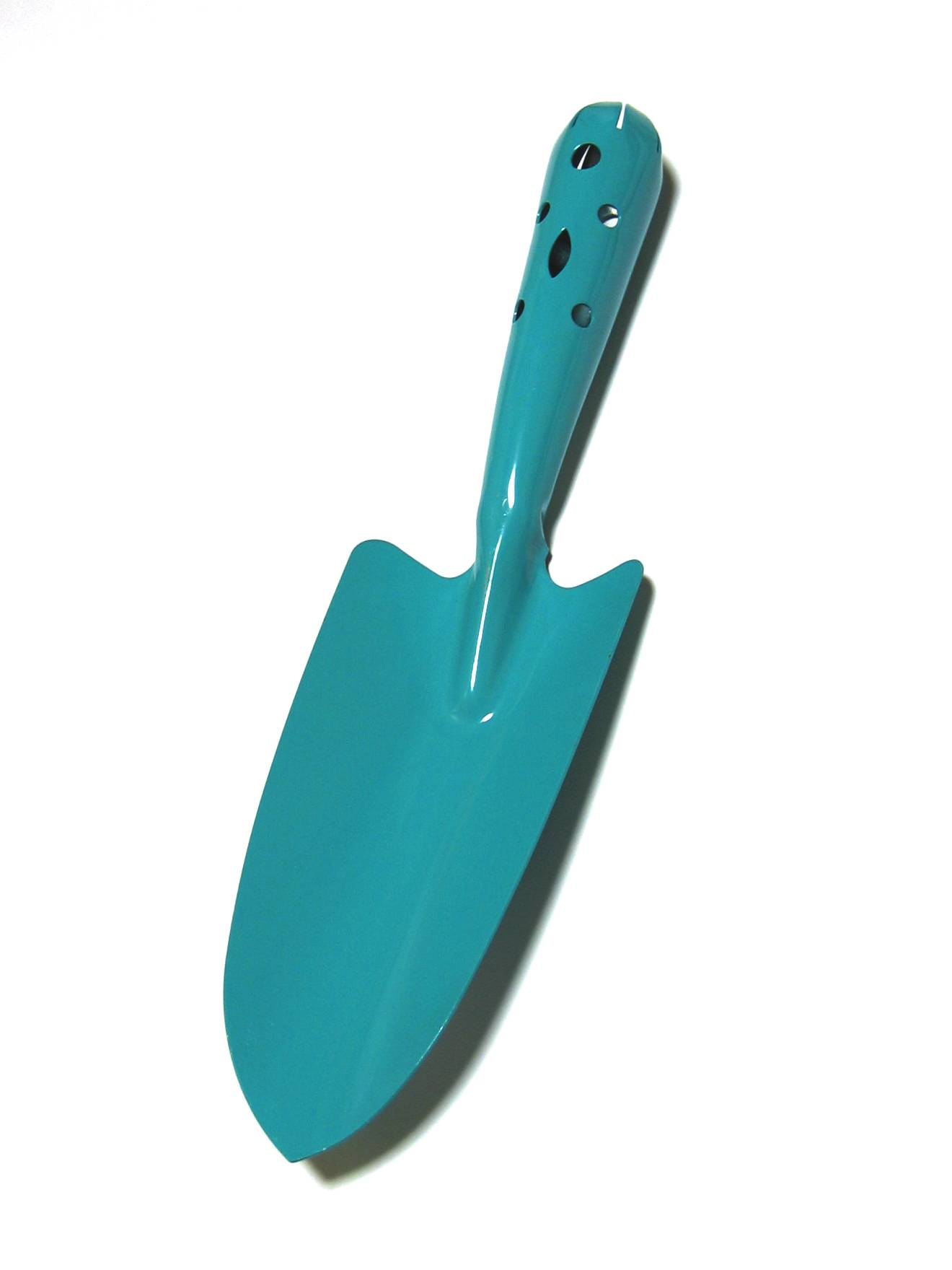
鉄製の園芸道具
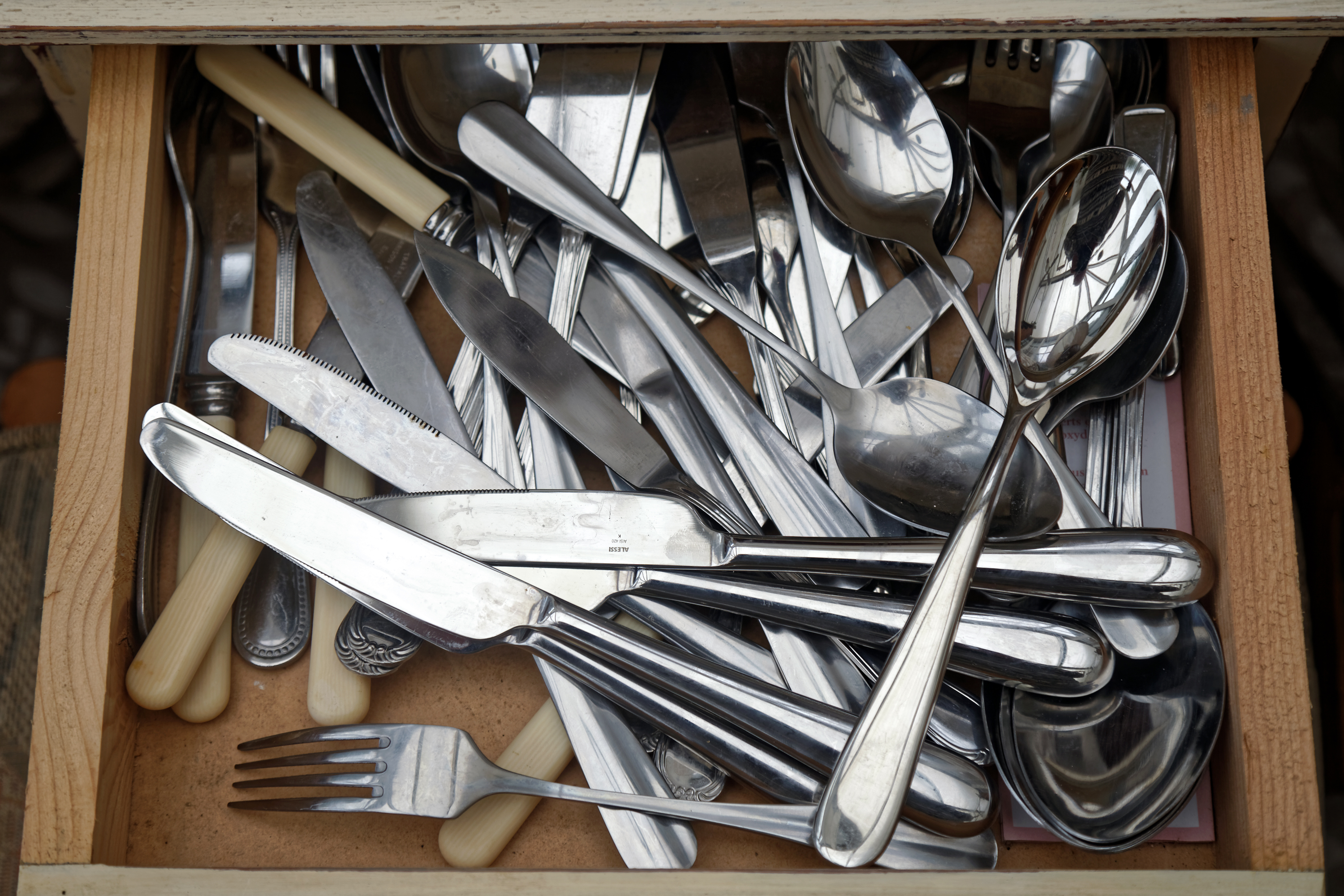
現代の一般家庭のステンレス製カトラリー
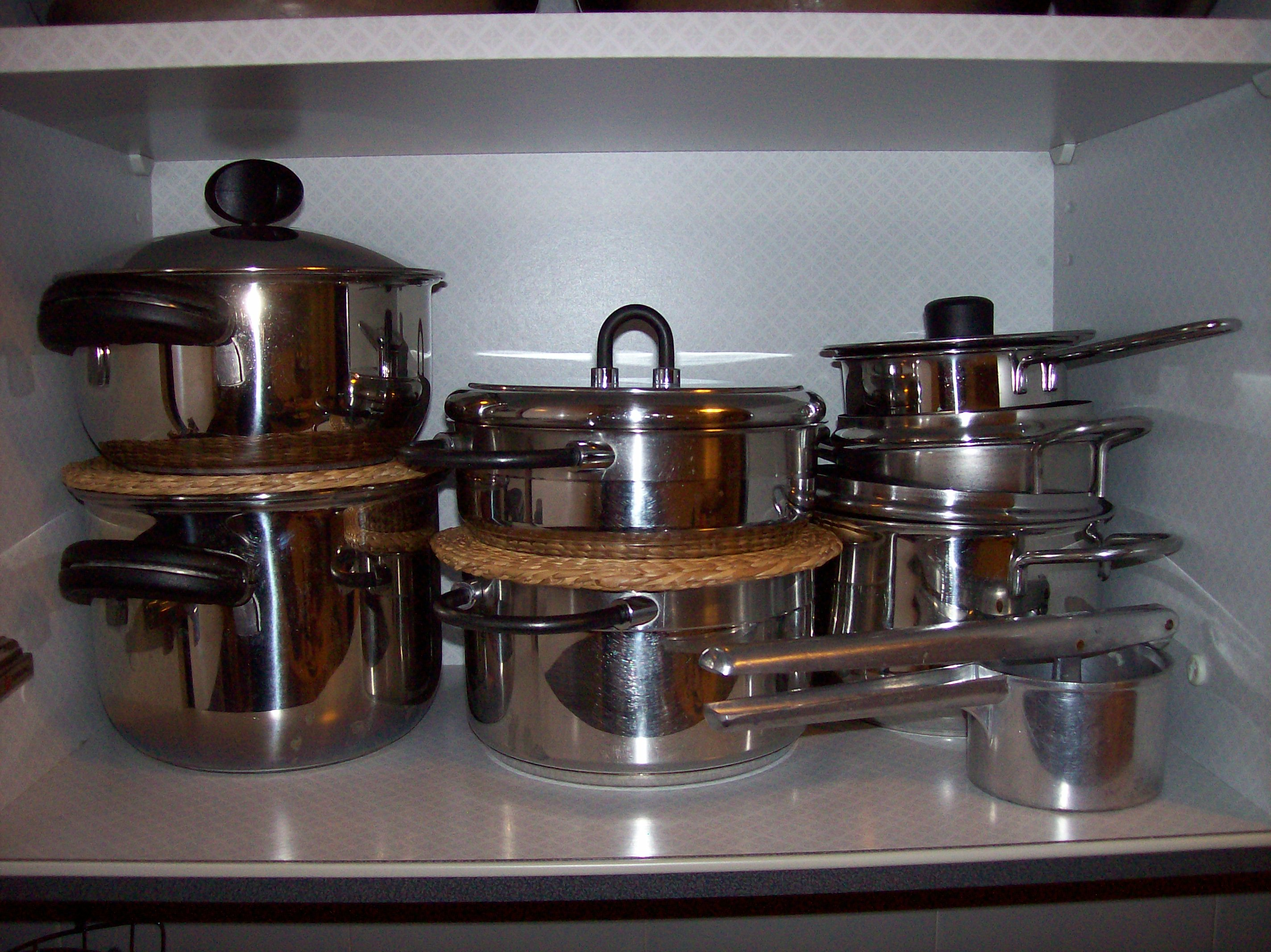
家庭のステンレス製調理道具
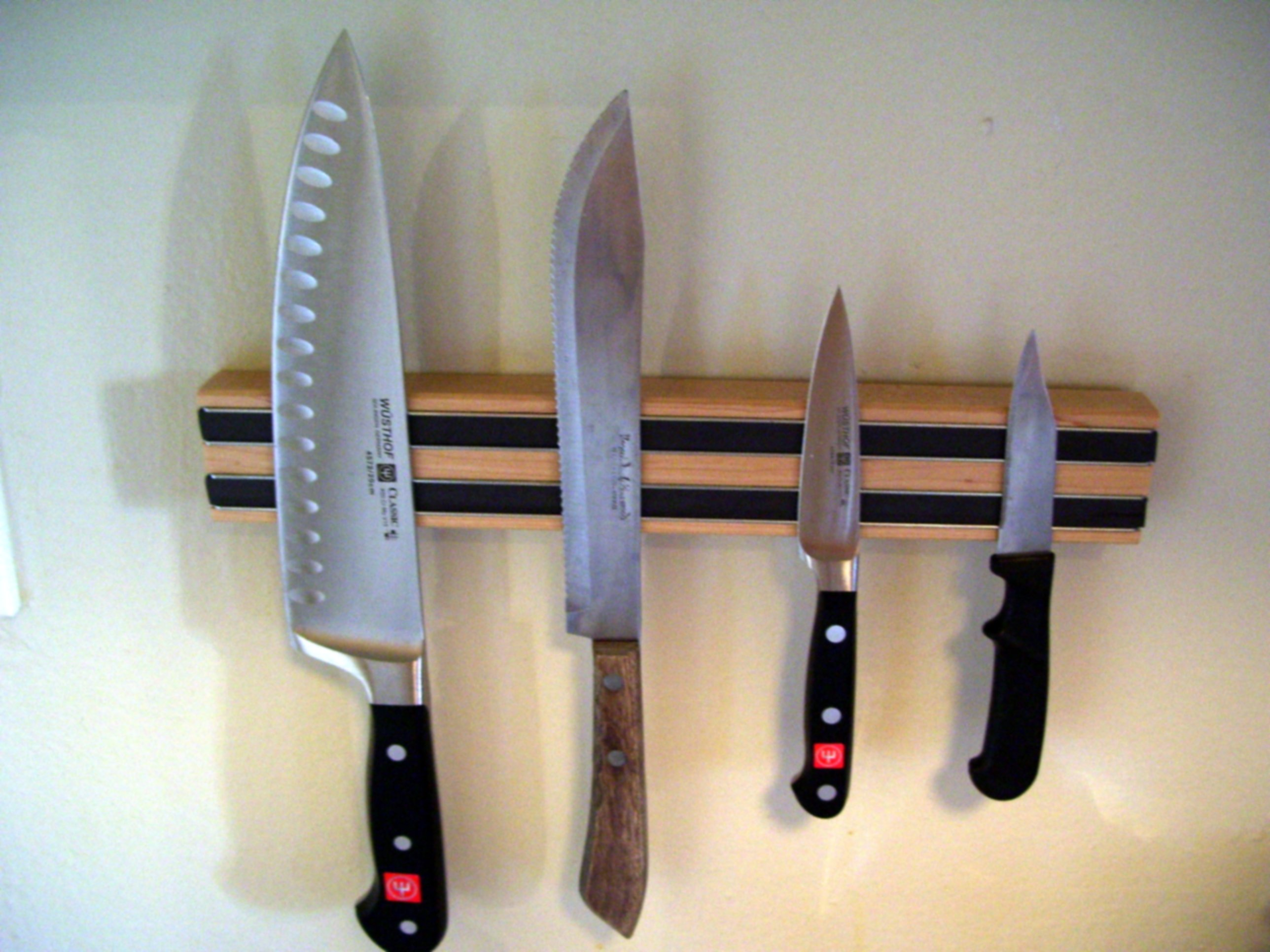
キッチンナイフ
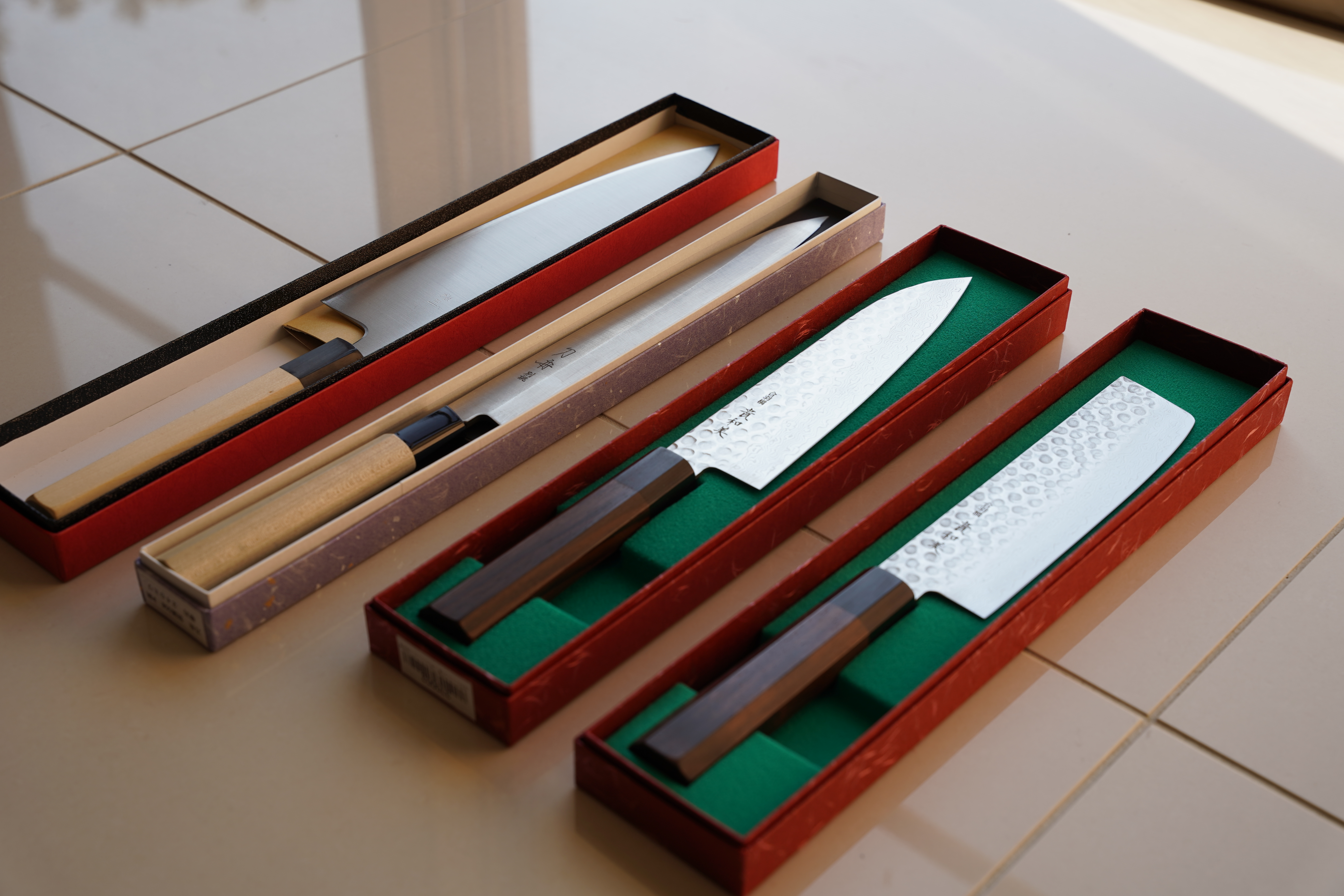
和包丁
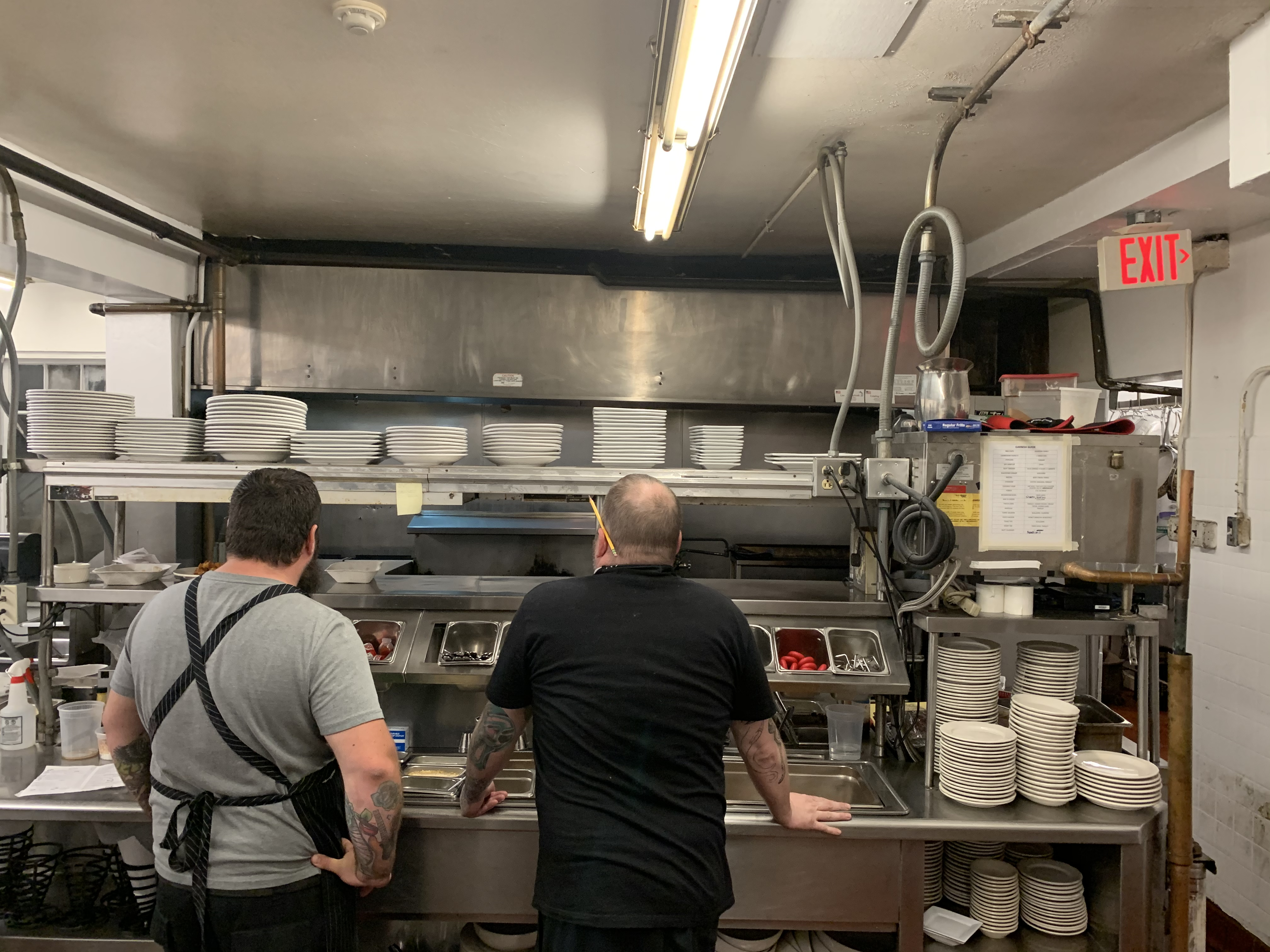
レストランのキッチンのステンレス製調理台、バット 等
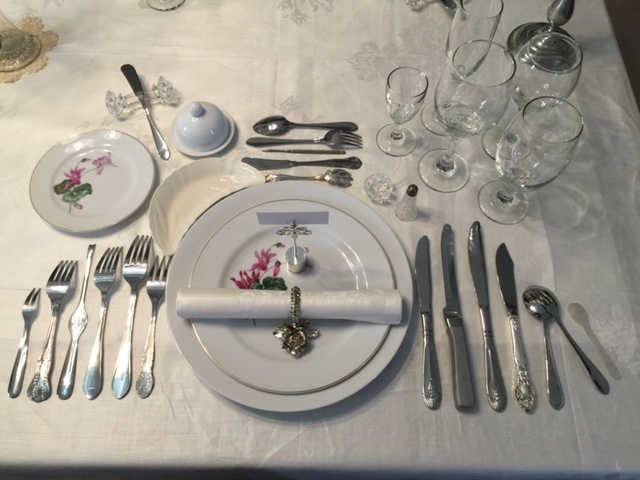
フランスにある高級フランチレストランの銀食器を使うテーブルセッティング

## 金属器と考古学、時代区分
デンマークのクリスチャン・トムセンは先史時代の時代区分法として、おもに使用されていた道具の材質によって、石器時代、青銅器時代、鉄器時代の3期に区分した。その結果、現在も考古学では、石器時代の次に青銅器時代、鉄器時代など金属器に関係する名称が時代区分として残っている。
なお、金属の鋳造技術が未熟で石器と金属器と併用した時代を、考古学では金石併用時代という。日本では弥生時代前半がそれにあたる。
石器と金属器の比較について、考古学者の佐原眞は、石鏃の武器としての能力は鉄鏃に劣らないことを実験によって明らかにした。
トムセンが提唱し定着した時代区分法には、それ以前の銅器や金器を使用した時代が抜け落ちている。
世界の一部の地域（ヨーロッパ南東部、西アジア、中央アジア）では、青銅器時代に先立って銅器時代を例外的に設定することがある。これは、銅と錫（すず）との合金である青銅がつくられる前段階に相当する。

### 考古学資料としての特性

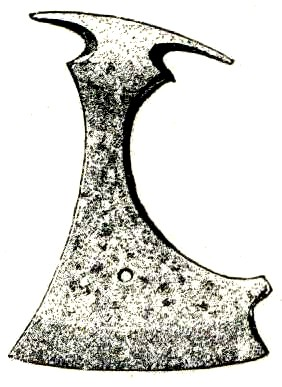
ゴットランド発見の鉄製の斧（スウェーデン）

金属器の遺物（考古資料）としての特性は、先史時代と歴史時代を通じて、何度も繰り返し鋳直されリサイクルされてきたことである。使用されなくなれば通常は廃棄される土器、石器、陶磁器などとは、この点が異なる。
特に利器としての鉄器は、使用頻度の高い実用品であり、損耗や腐食の度合いの著しい生活必需品であったことから、その都度リサイクルされたものと考えられる。したがって、威信財などとして墓に副葬されたものを除くと、実際には、遺跡からの出土量を使用量が大きくうわまわっていたことが指摘できる。遺跡によっては金属器がまったく出土しないこともあるが、それはそこで金属が使用されなかったことを意味しない。出土量が実際に用いられた量にくらべ格段に少ないため、金属器そのものの型式学的研究や編年作業は遅れており、金属器による遺構・遺跡の年代決定はなおのこと難しい。逆に言えば、製鉄遺跡をはじめとする生産遺跡の営まれた時期の年代特定も、土器や陶磁器の出土がなければ難しいことを意味している。
なお、金属器のうち、工芸品的価値の高いものは伝世するものが多く、墳墓への副葬品や硬貨も含め、文字や年代の記されたものも少なくない。これらは、金石文研究の対象となる。